# Klara Loutchko
Klara Stepanovna Loutchko (en russe : Кла́ра Степа́новна Лучко́), née le 1er juillet 1925 à Tchoutove dans l'oblast de Poltava et morte le 26 mars 2005 à Moscou, est une actrice soviétique puis russe,.

## Biographie
Née dans la famille de paysans, Klara Loutchko fait ses études à l'Institut national de la cinématographie dans la classe de Sergueï Guerassimov et Tamara Makarova. Diplômée en 1948, elle devient actrice du théâtre national d'acteur de cinéma et la même année tient ses premiers rôles à l'écran, dans Trois rencontres de Alexandre Ptouchko, Vsevolod Poudovkine et Sergueï Ioutkevitch, et dans Jeune garde de Sergueï Guerassimov. C'est le film Les Cosaques de Kouban (1949) où elle joue une jeune kolkhozienne qui lui apporte la célébrité et le prix Staline.

## Filmographie
- 1948 : Trois rencontres (Три встречи, Tri vstrechi) d'Alexandre Ptouchko, Vsevolod Poudovkine et Sergueï Ioutkevitch : Bela
- 1948 : Mitchourine (Мичурин, Mitchourin) d'Alexandre Dovjenko : invitée
- 1948 : La Jeune Garde (Молодая гвардия, Molodaya gvardiya) de Sergueï Guerassimov : Marina
- 1949 : Les Cosaques de Kouban (Кубанские казаки) d'Ivan Pyriev : Dacha Chelest
- 1953 : Le Retour de Vassili Bortnikov (Возвращение Василия Бортникова, Vozvrashcheniye Vasiliya Bortnikova) de Vsevolod Pudovkin : Natalia Doubko
- 1955 : Une grande famille (Большая семья) de Iossif Kheifitz
- 1955 : La Nuit des rois (Dvenadtsataya noch) de Yan Frid et Alexandre Abramov (ru) : Viola
- 1962 : Aux sept vents (На семи ветрах) de Stanislav Rostotski : médecin militaire
- 1966 : Une année aussi longue que la vie (Год как жизнь) de Grigori Rochal : Emma Herwegh
- 1970 : Szerelmi álmok - Liszt de Márton Keleti : Marie d'Agoult
- 1979 : Tzigane (Цыган, Țsygan) d'Aleksandr Blank (ru) : Claudia Pukhliakova